# Campeonato Nacional de Martinica 2020-21
El Campeonato Nacional de Martinica 2020-21 fue la 101.ª edición del Campeonato Nacional de Martinica.

## Equipos participantes
- Aiglon du Lamentin
- Assaut Saint-Pierre (P)
- AS Samaritaine (C)
- Club Colonial
- Club Franciscain
- CO Trénelle
- Essor-Préchotain
- Golden Lion FC
- Golden Star (P)
- New Star Ducos FC
- Olympique Marin (P)
- RC Lorrain
- RC Rivière-Pilote
- RC Saint-Joseph
- UJ Monnerot
- US Robert

## Ronda Regular
Actualizado el 28 de Marzo de 2021

### Grupo A
| Pos. | Equipo              | PJ | PG | PE | PP | GF | GC | DG  | Pts. | Clasificado a    |
| ---- | ------------------- | -- | -- | -- | -- | -- | -- | --- | ---- | ---------------- |
| 1    | Golden Lion FC      | 14 | 13 | 0  | 1  | 42 | 11 | +31 | 53   | Grupo Campeonato |
| 2    | AS Samaritaine      | 14 | 9  | 3  | 2  | 28 | 8  | +20 | 44   | Grupo Campeonato |
| 3    | RC Saint-Joseph     | 14 | 5  | 6  | 3  | 19 | 18 | +1  | 35   | Grupo Campeonato |
| 4    | Assaut Saint-Pierre | 14 | 6  | 1  | 7  | 18 | 22 | -4  | 33   | Grupo Descenso   |
| 5    | US Robert           | 14 | 5  | 2  | 7  | 17 | 26 | -9  | 31   | Grupo Descenso   |
| 6    | CO Trénelle         | 14 | 3  | 3  | 8  | 22 | 22 | 0   | 26   | Grupo Descenso   |
| 7    | UJ Monnerot         | 14 | 2  | 5  | 7  | 18 | 39 | -21 | 25   | Grupo Descenso   |
| 8    | Golden Star         | 14 | 1  | 4  | 9  | 16 | 34 | -18 | 21   | Grupo Descenso   |

### Grupo B
| Pos. | Equipo             | PJ | PG | PE | PP | GF | GC | DG  | Pts. | Clasificado a    |
| ---- | ------------------ | -- | -- | -- | -- | -- | -- | --- | ---- | ---------------- |
| 1    | Club Franciscain   | 14 | 12 | 0  | 2  | 42 | 10 | +32 | 50   | Grupo Campeonato |
| 2    | Club Colonial      | 14 | 11 | 1  | 2  | 31 | 13 | +18 | 48   | Grupo Campeonato |
| 3    | Essor-Préchotain   | 14 | 9  | 1  | 4  | 24 | 22 | +2  | 42   | Grupo Campeonato |
| 4    | Aiglon du Lamentin | 14 | 8  | 2  | 4  | 26 | 12 | +14 | 40   | Grupo Descenso   |
| 5    | RC Lorrain         | 14 | 3  | 3  | 8  | 16 | 28 | -12 | 26   | Grupo Descenso   |
| 6    | RC Rivière-Pilote  | 14 | 2  | 4  | 8  | 7  | 19 | -12 | 24   | Grupo Descenso   |
| 7    | New Star Ducos FC  | 14 | 2  | 2  | 10 | 13 | 33 | -20 | 22   | Grupo Descenso   |
| 8    | Olympique Marin    | 14 | 1  | 3  | 10 | 7  | 30 | -23 | 20   | Grupo Descenso   |

## Grupo Campeonato
El grupo campeonato se jugó en tres jornadas para definir al campeón.
| Pos. | Equipo             | PJ | PG | PE | PP | GF | GC | DG | Pts. | Clasificado a                                 |
| ---- | ------------------ | -- | -- | -- | -- | -- | -- | -- | ---- | --------------------------------------------- |
| 1    | Golden Lion FC (C) | 3  | 3  | 0  | 0  | 9  | 1  | +8 | 12   | Campeón y CONCACAF Caribbean Club Shield 2022 |
| 2    | AS Samaritaine     | 3  | 2  | 1  | 0  | 8  | 5  | +3 | 10   |                                               |
| 3    | Club Franciscain   | 3  | 1  | 1  | 1  | 5  | 5  | 0  | 7    |                                               |
| 4    | Club Colonial      | 3  | 1  | 0  | 2  | 3  | 4  | -1 | 6    |                                               |
| 5    | Essor-Préchotain   | 3  | 0  | 1  | 2  | 3  | 9  | -6 | 4    |                                               |
| 6    | RC Saint-Joseph    | 3  | 0  | 1  | 2  | 1  | 5  | -4 | 4    |                                               |

## Grupo Descenso
El grupo descenso fue cancelado por el COVID-19
| Pos. | Equipo              | PJ | PG | PE | PP | GF | GC | DG  | Pts. | Clasificado a              |
| ---- | ------------------- | -- | -- | -- | -- | -- | -- | --- | ---- | -------------------------- |
| 1    | Aiglon du Lamentin  | 14 | 8  | 2  | 4  | 26 | 12 | +14 | 40   |                            |
| 2    | Assaut Saint-Pierre | 14 | 6  | 1  | 7  | 18 | 22 | -4  | 33   |                            |
| 3    | US Robert           | 14 | 5  | 2  | 7  | 17 | 26 | -9  | 31   |                            |
| 4    | CO Trénelle         | 14 | 3  | 3  | 8  | 22 | 22 | 0   | 26   |                            |
| 5    | RC Lorrain          | 14 | 3  | 3  | 8  | 16 | 28 | -12 | 26   |                            |
| 6    | UJ Monnerot         | 14 | 2  | 5  | 7  | 18 | 39 | -21 | 25   | Promoción de Honor 2021-22 |
| 7    | RC Rivière-Pilote   | 14 | 2  | 4  | 8  | 7  | 21 | -14 | 23   | Promoción de Honor 2021-22 |
| 8    | New Star Ducos FC   | 14 | 2  | 2  | 10 | 13 | 33 | -20 | 22   | Promoción de Honor 2021-22 |
| 9    | Golden Star         | 14 | 1  | 4  | 9  | 16 | 34 | -18 | 21   | Promoción de Honor 2021-22 |
| 10   | Olympique Marin     | 14 | 1  | 3  | 10 | 7  | 30 | -23 | 20   | Promoción de Honor 2021-22 |